# Friedenskapelle (Erling)

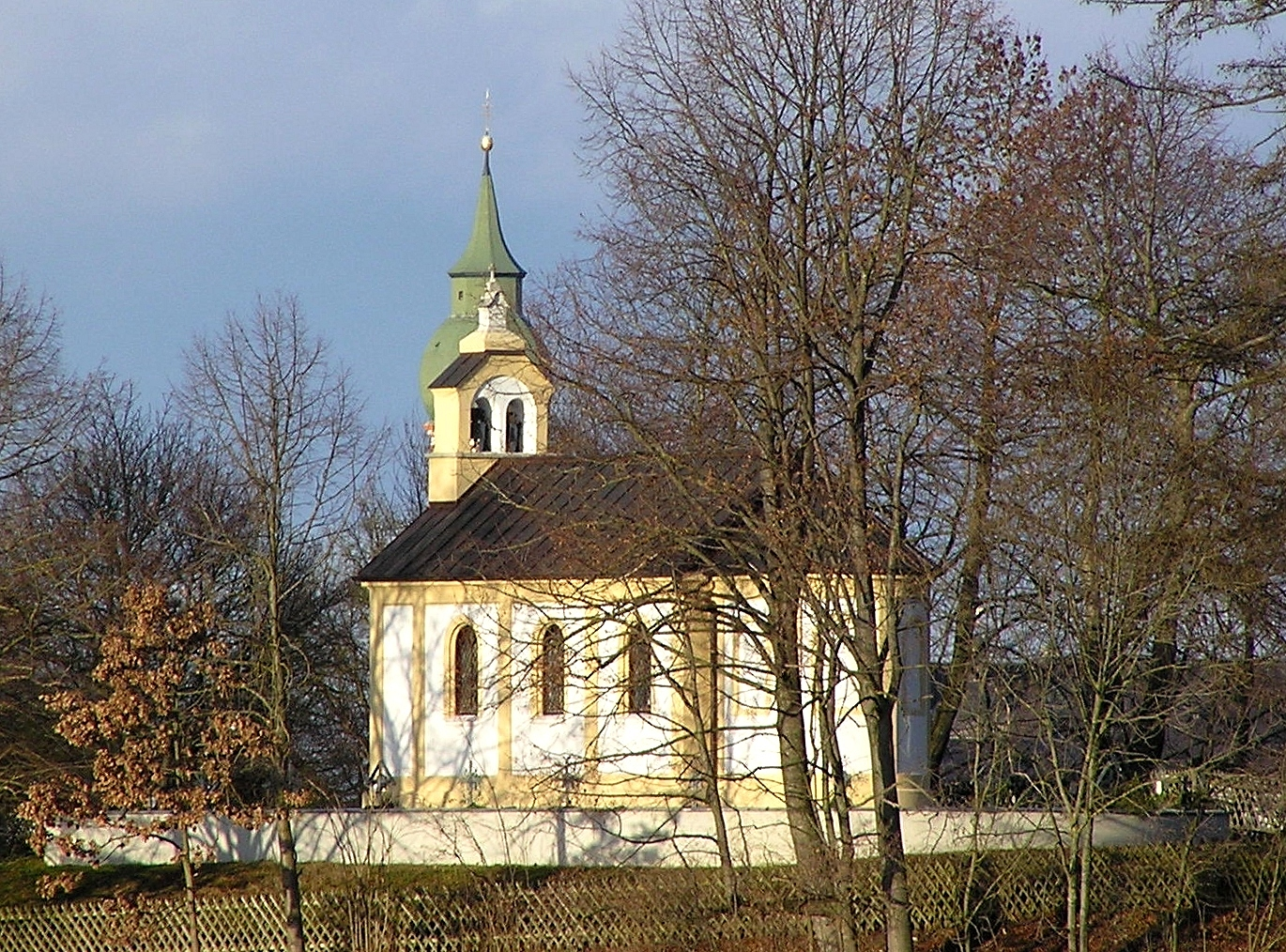
Friedenskapelle in Erling

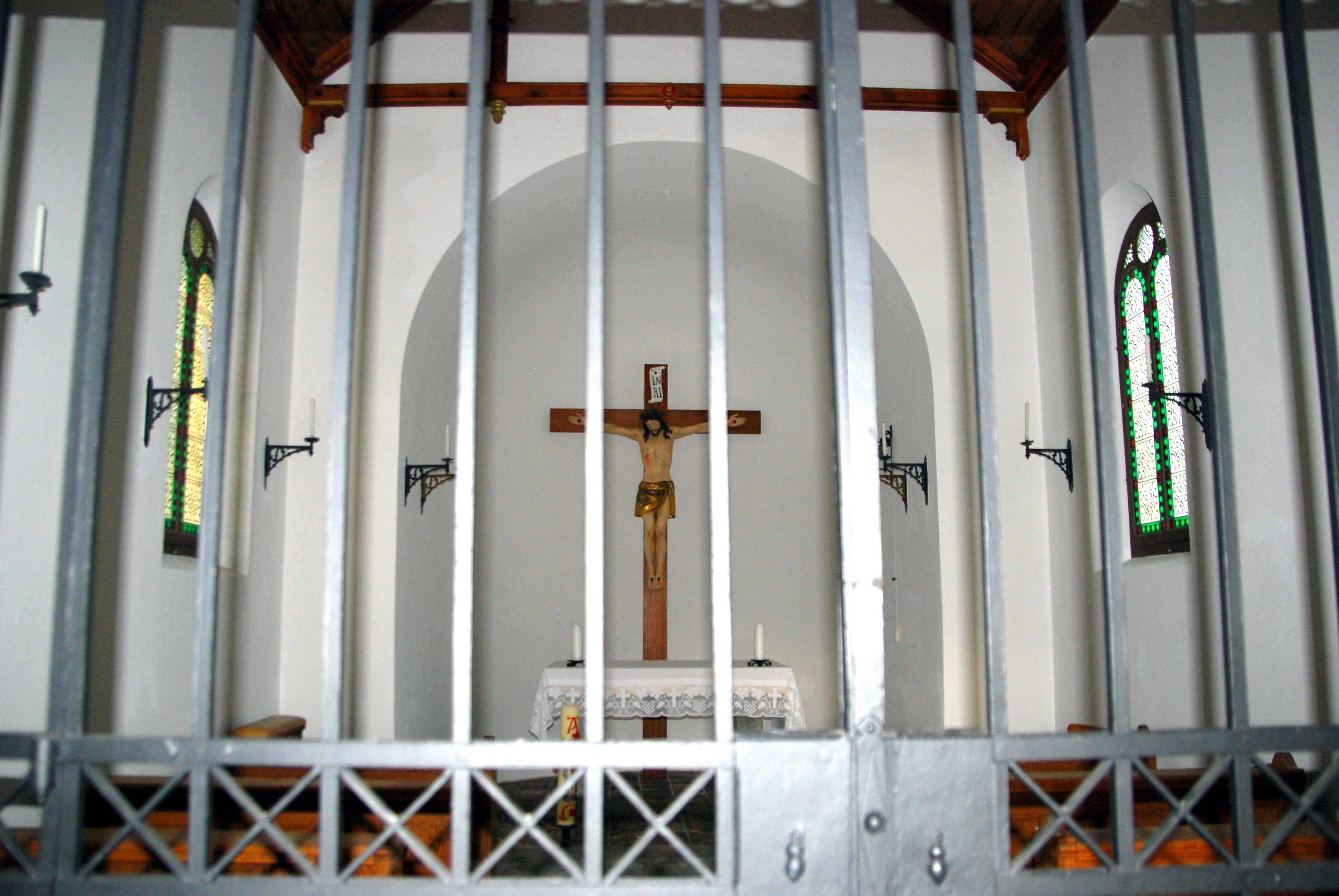
Blick in den Innenraum

Die katholische Friedenskapelle in Erling, einem Gemeindeteil von Andechs im oberbayerischen Landkreis Starnberg, wurde 1870/71 errichtet. Die Kapelle, die östlich des Ortes auf einer Anhöhe steht, ist ein geschütztes Baudenkmal.

## Beschreibung
Die Friedenskapelle wurde aus Anlass des Krieges gegen Frankreich im neuromanischen Stil errichtet. Die beiden Glocken wurden aus der niedergelegten Kirche des abgegangenen Weilers Ramsee übernommen.
Von der ursprünglichen Ausstattung sind neben den Bleiglasfenstern noch der Steinfußboden, sechs Bänke, die Apostelleuchter sowie das geschnitzte Kruzifix erhalten.
Von der Friedenskapelle führt der Pilgerweg weiter zum Kloster Andechs, er wird von vierzehn Kreuzwegstationen gesäumt.
Der Friedhof an der Friedenskapelle wurde 1887 angelegt.